# Рибалка Валентин Васильович
Рибалка Валентин Васильович (* 1 січня 1947, Ютербог, Німеччина) — доктор психологічних наук, професор, головний науковий співробітник відділу педагогічної психології і психології праці Інституту педагогічної освіти і освіти дорослих імені Івана Зязюна НАПН України, головний науковий співробітник лабораторії психології творчості Інституту психології імені Г. С. Костюка НАПН України.

## Біографія
В. В. Рибалка народився 1 січня 1947 року у місті Ютербог (Німеччина) в сім'ї військовослужбовця. У 1962 році закінчив 8 класів Новомосковської загальноосвітньої середньої школи № 11 Дніпропетровської області, а 1966 року — Дніпропетровський технікум автоматики та телемеханіки. В 1967–1972 роках навчався на факультеті психології Московського державного університету імені М. В. Ломоносова, після закінчення якого обіймав посаду інженерного психолога Київського науково-дослідного інституту периферійного обладнання Науково-виробничого об'єднання «Електронмаш». З 1974 року — аспірант, а з 1977 року — молодший науковий співробітник Інституту психології Міносвіти України.
У 1982 році захистив кандидатську дисертацію «Психологічні особливості процесу синтезу при конструюванні технічних об'єктів» (науковий керівник — В. О. Моляко).
Працював старшим науковим співробітником (з 1985) лабораторії психології трудового виховання, завідувачем Республіканського центру психологічної служби системи освіти Інституту психології України (з 1991).
З 1993 року — старший науковий співробітник Інституту педагогіки і психології професійної освіти АПН України, у 1995–1998 роках — докторант цього ж інституту.
У 1998 році захистив докторську дисертацію «Особистісний підхід у профільному навчанні старшокласників» (науковий консультант — Г. О. Балл). З 1998 року завідувач лабораторії (від 2001 року — відділу) психології трудової і професійної підготовки цього інституту. З 2007 року — провідний науковий співробітник відділу педагогічної психології і психології праці Інституту педагогічної освіти і освіти дорослих імені Івана Зязюна НАПН України.
В. В. Рибалка є радником директора Інституту обдарованої дитини НАПН України (з 2008), головним науковим співробітником Українського науково-методичного центру практичної психології та соціальної роботи НАПН України (з 2008), членом Наукової консультативної ради з соціально-психологічних питань Національної експертної комісії України з питань захисту суспільної моралі (з 2009).

## Наукова діяльність
Сфера наукових інтересів В. В. Рибалки — теоретична, прикладна і практична психологія, психологія особистості, психологія праці і професійної підготовки, педагогічна та вікової психологія.
Серед найвагоміших наукових результатів — створення психологічної теорії особистості, що спирається на модель тривимірної, поетапно конкретизованої психологічної структури особистості, а також розробка концепції розвитку творчо обдарованої особистості, культурологічних та аксіологічних аспектів психології честі та гідності особистості, особистісного підходу в психології праці та професійної підготовки. Ним створено «Опитувальник розвитку особистості та впливу її властивостей на інтелект».
В. В. Рибалка є автором понад 420 наукових робіт з психології. Він є членом редколегій шести наукових журналів психолого-педагогічного спрямування, зокрема, журналу Future Human Image (індексується у Web of Science). За його науковим керівництвом захищено 14 кандидатських і 1 докторська дисертації.

## Основні наукові праці
- «Психологія розвитку творчої особистості: навчальный посібник для студ. вищ. навч. закладів»;— Київ : ІЗМН, 1996. — 236 с. ISBN 5-7763-9377-9
- «Особистісний підхід у профільному навчанні старшокласників»; АПН України, Інститут педагогіки і психології професійної освіти. — К.  : Деміур, 1998. — 160 с. ISBN 966-95165-5-2
- «Психологія: підручник для студентів вузів», Ю. Л. Трофімов, В. В. Рибалка, П. А. Гончарук ; ред. Ю. Л. Трофімов ; Міністерство освіти і науки України. — 2-ге вид., стереотип. — Київ : Либідь, 2000. — 558 с. ISBN 966-06-0175-1
- «Методологічні питання наукової психології (Досвід особистісно центрованої систематизації категоріально-поняттєвого апарату): навчально-методичний посібник»; АПН України, Ін-т педагогіки і психології проф. освіти АПН України. — Київ: Ніка-Центр, 2003. — 204 с. ISBN 966-521-214-1
- «Особистісно центроване консультування клієнтів із патогенною психодинамічною неконгруентністю: методичний посібник»; АПН України, Ін-т психології ім. Г. С. Костюка АПН України, Ін-т педагогіки і психології проф. освіти АПН України. — К.  : КМПУ ім. Б. Д. Грінченка, 2005. — 54 с. ISBN 966-7548-38-4
- «Теорії особистості у вітчизняній психології та педагогіці: навчальний посібник»; Акад. пед. наук України, Ін-т психології ім. Г. С. Костюка АПН України, Ін-т пед. освіти і освіти дорослих. — Одеса : [б. и.], 2009. — 575 с. ISBN 978-966-2070-19-4
- «Психологічна профілактика суїцидальних тенденцій проблемної особистості»;— К.: Шкільний світ, 2009. — 119 с. ISBN 978-966-451-276-0
- «Аксіологічні основи психологічної культури особистості: навчально-методичний посібник»; Акад. пед. наук України, Ін-т пед. освіти і освіти дорослих, Інститут обдарованої дитини АПН України, Укр. наук.-метод. центр практич. психології і соц. роботи. — К.  : [б. и.], 2009. — 326 с. ISBN 978-966-2249-13-2
- «Честь і гідність особистості як предмет діяльності практичного психолога» Київ: Шкільний світ, 2010. — 128 с. ISBN 978-966-451-435-1
- «Психологія честі та гідності особистості: культурологічні та аксіологічні аспекти : навчально-методичний посібник»; Нац. акад. пед. наук України, Ін-т пед. освіти і освіти дорослих, Інститут обдарованої дитини АПН України, Укр. наук.-метод. центр практич. психології і соц. роботи. — К.  : [б. и.], 2011. — 428 с. ISBN 978-966-2249-28-6
- «Психологія та педагогіка праці особистості: від обдарованості дитини до майстерності дорослого: посібник»;— К. : Інститут обдарованої дитини, 2014. — 220 с. ISBN 978-966-2633-38-2
- «Теорії особистості у вітчизняній філософії, психології та педагогіці. Посібник» — Житомир : Видавництво ЖДУ ім. І. Франка, 2015. –872 с. ISBN 978-966-485-194-4
- «Самовчитель демократії для юної та дорослої особистості: метод.посібник»/ Валентин Рибалка. - К.: Талком, 2019. - 208 с. ISBN 978-617-7685-72-1

## Нагороди
- Нагрудний знак «Відмінник освіти України» (1996)
- Переможець в номінації «Академічна психологія» Всеукраїнської акції з громадського визнання у психології (2006)
- Нагрудний знак «За наукові досягнення» МОН України (2006)
- Почесна грамота Верховної Ради України (2008)
- Знак «Почесний професор Відкритого міжнародного університету розвитку людини „Україна“» (2008)